# گالری هنری آلبرایت–ناکس
گالری هنری آلبرایت-ناکس (انگلیسی: Albright–Knox Art Gallery) یک موزه هنری واقع در بافلو، نیویورک است. این گالری نمایشگاهی از هنر نوگرا و هنر معاصر است.